# Dzsedptahiufanh

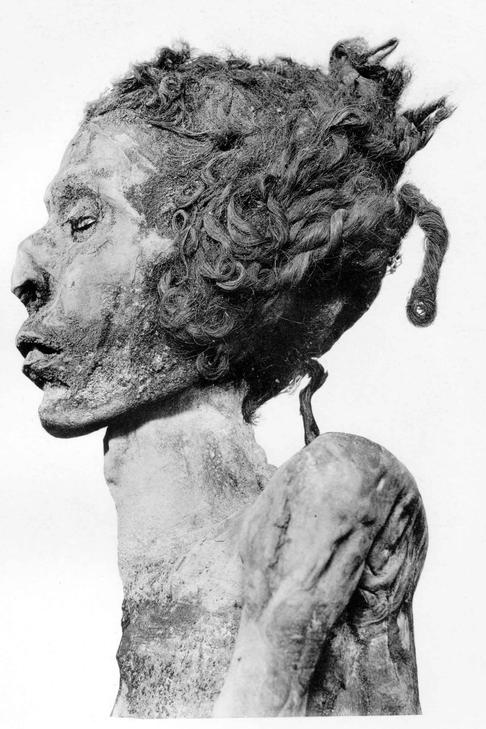
Dzsedptahiufanh múmiája, a DB320-ból

Dzsedptahiufanh (ḏd-ptḥ-ỉw=f-ˁnḫ; „Ptah mondta, hogy éljen”) ókori egyiptomi pap; Ámon második prófétája, előtte Ámon harmadik prófétája volt a XXII. dinasztia idején, I. Sesonk fáraó uralkodása alatt.

## Családja és pályafutása
Dzsedptahiufanhot csak sírjának és múmiájának köszönhetően ismerjük. Papi címei mellett viselte a „Ramszesz király fia” és „a Két Föld urának fia” címeket, ami arra utal, rokoni kapcsolatban állhatott a XXI. vagy a XXII. dinasztia valamelyik uralkodójával. Feltételezték, hogy felesége Neszitanebetasru volt, II. Pinedzsem és Neszihonsz lánya, de ezt csak arra alapozzák, hogy egymás mellé temették el őket a DB320 sírba.

## Halála és temetése
Dzsedptahiufanh a koporsóján és múmiapólyáin talált feliratok alapján I. Sesonk uralkodásának közepe felé hunyt el. A DB320-as sírba temették el, amely egy XXI. dinasztiabeli thébai Ámon-főpap, I. Pinedzsem családi sírja volt. A DB320 sírt a 19. században fedezték fel, és nagy hírnévre tett szert, mert számos újbirodalmi királyi múmiát ide helyeztek át valamikor a harmadik átmeneti kor idején, köztük I. Amenhotep, I. Thotmesz, II. Thotmesz, III. Thotmesz, II. Ramszesz, III. Ramszesz és IX. Ramszesz maradványait.
Dzsedptahiufanh múmiáját sértetlenül találták meg, kettős koporsóban, amelyek eredetileg egy Neszsuenopet nevű személy számára készültek. A múmiát Gaston Maspero bontotta ki 1886-ban. Testén a múmiapólyákon I. Sosenk 5., 10. és 11. uralkodási évét említik. A múmián aranygyűrűket, amuletteket és egy ureuszt is találtak. Három usébtidoboz, egy Ozirisz-szobrocska és egy papirusz is tartozott a temetkezéshez.

## Fordítás
- Ez a szócikk részben vagy egészben  a   Djedptahiufankh című angol Wikipédia-szócikk ezen változatának fordításán alapul.  Az eredeti cikk szerkesztőit annak laptörténete sorolja fel. Ez a jelzés csupán a megfogalmazás eredetét és a szerzői jogokat jelzi, nem szolgál a cikkben szereplő információk forrásmegjelöléseként.

## Külső hivatkozások
- Dzsedptahiufanh múmiája (angolul)